# Zawisza Czarny (1961)
Zawisza Czarny (Zawisza Czarny II)– jacht morski należący do Związku Harcerstwa Polskiego.

## Historia jachtu
Jacht został zbudowany w 1952 roku jako statek rybacki, a od 1961 roku, po dokonanej przebudowie jest eksploatowany jako żaglowiec. Nazwa pochodzi od rycerza Zawiszy Czarnego z Garbowa, będącego wzorem cnót rycerskich. Jest to drugi z harcerskich jachtów o tej samej nazwie, po jachcie zakupionym w 1934 roku i używanym do wybuchu II wojny światowej. Popularnie nazywany Zawias.
Drugi „Zawisza Czarny” to stalowy, trzymasztowy szkuner z ożaglowaniem typu Va Marie. Jednostkę zbudowano na bazie kadłuba statku rybackiego (lugrotrawlera typu B 11) „Cietrzew”, zwodowanego w 1952 r. w Stoczni Północnej w Gdańsku, który wraz z całą serią statków tego typu, potocznie nazywanych "ptaszkami", został wycofany z eksploatacji z powodu złej stateczności i zatonięcia dwóch z nich. Początkowo w 1957 roku zamierzano przebudować go na statek ratowniczy, czego nie zrealizowano.

## Służba w ZHP
Statek został w lutym 1960 roku przekazany ZHP przez Ministerstwo Żeglugi, po czym zapadła decyzja o przebudowie go na żaglowiec. Prace prowadziła w 1960 roku Gdyńska Stocznia Remontowa, a dokończyła w kolejnym roku Stocznia Marynarki Wojennej. Między innymi obniżono i zmieniono pokładówkę, dodano podstępkę z balastem 45 ton, w ładowni utworzono pomieszczenia mieszkalne i postawiono trzy maszty. Pod bukszprytem znajduje się rzeźba, - galion, przedstawiający głowę słynnego rycerza Zawiszy Czarnego. Część źródeł podaje, że jest to oryginalny galion, który zdobił dziób dawnego harcerskiego szkunera o tej samej nazwie, natomiast część, że jest to wierna kopia pierwotnego galionu. 
Banderę podniesiono 15 lipca 1961, a kapitanem został delegowany z Marynarki Wojennej kmdr Bolesław Romanowski. W pierwszy rejs żaglowiec wyruszył do Leningradu i Helsinek, a w 1962 r. na czele harcerskiej flotylli Czerwonych Żagli popłynął do Helsinek na Światowy Festiwal Młodzieży i Studentów. Ponieważ podczas rejsu okazało się, że żaglowiec jest bardzo nawietrzny, po powrocie trafił do Stoczni Remontowej w Gdańsku, gdzie dokonano zmiany ustawienia jego masztów. 
W sezonie zimowym 1965-1966 statek (pod dowództwem kpt. mar. Zbigniewa Frąszczaka, również oddelegowanego z Marynarki Wojennej) został przebudowany w Szczecińskiej Stoczni Remontowej Gryfia. W miejsce okrągłej rufy typowej dla statków rybackich, wykonano nową rufę z pawężą i nawisem, co "Zawiszy" dało bardziej typową dla żaglowca sylwetkę oraz przedłużyło kadłub o ponad 2 metry. Oprócz tego na fokmaszcie dodano bryfok, zainstalowano dodatkowe zbiorniki wody słodkiej i chłodnię prowiantową, wymieniono silnik z June Munktell 1003MV o mocy 300 KM na Deutsche Werke Kiel 6Mu421 o mocy 390 KM pochodzący z lugrotrawlera „Korab II”, a agregaty prądotwórcze wymieniono na prawie nowe, też przeniesione z lugrotrawlera "Korab. Po dodaniu bryfoka maksymalna powierzchnia żagli wzrosła z 439 do 625 m² (powierzchnia zasadniczego ożaglowania nie uległa zmianie), a przebudowa polepszyła własności morskie żaglowca.
W następnych latach Zawisza (w dalszym ciągu pod dowództwem kpt. Frąszczaka) głównie odbywał rejsy bałtyckie, ale także i dalsze, jak np.: rejs do Wielkiej Brytanii (1966 - Londyn), rejs dookoła Islandii (1969), rejs na Wyspy Kanaryjskie (1970), ponowny rejs do Wielkiej Brytanii (1971 - Plymouth). W 1972 roku po raz pierwszy wziął udział w Operacji Żagiel, na trasie Helsinki - Falsterbo, zajmując 5. miejsce w klasie B, a w 1974 wziął udział w Operacji Żagiel ponownie. W 1976 roku Zawisza pożeglował do USA na obchody 200-lecia państwa.
Zimą 1979/1980 statek przeszedł gruntowny remont z m.in. wymianą pokładówki na przedłużoną nadbudówkę oraz modernizacją pomieszczeń. Silnik pomocniczy wymieniono na wysokoprężny nawrotny silnik Deutsche Werke Kiel 6Mu423, zamontowany pierwotnie na poniemieckim holowniku „Niedźwiedź” (dawnym dozorowcu pogranicza DP-86), o mocy 390 KM (wbrew rozpowszechnionej opinii, nie pochodził on z okrętu podwodnego). 

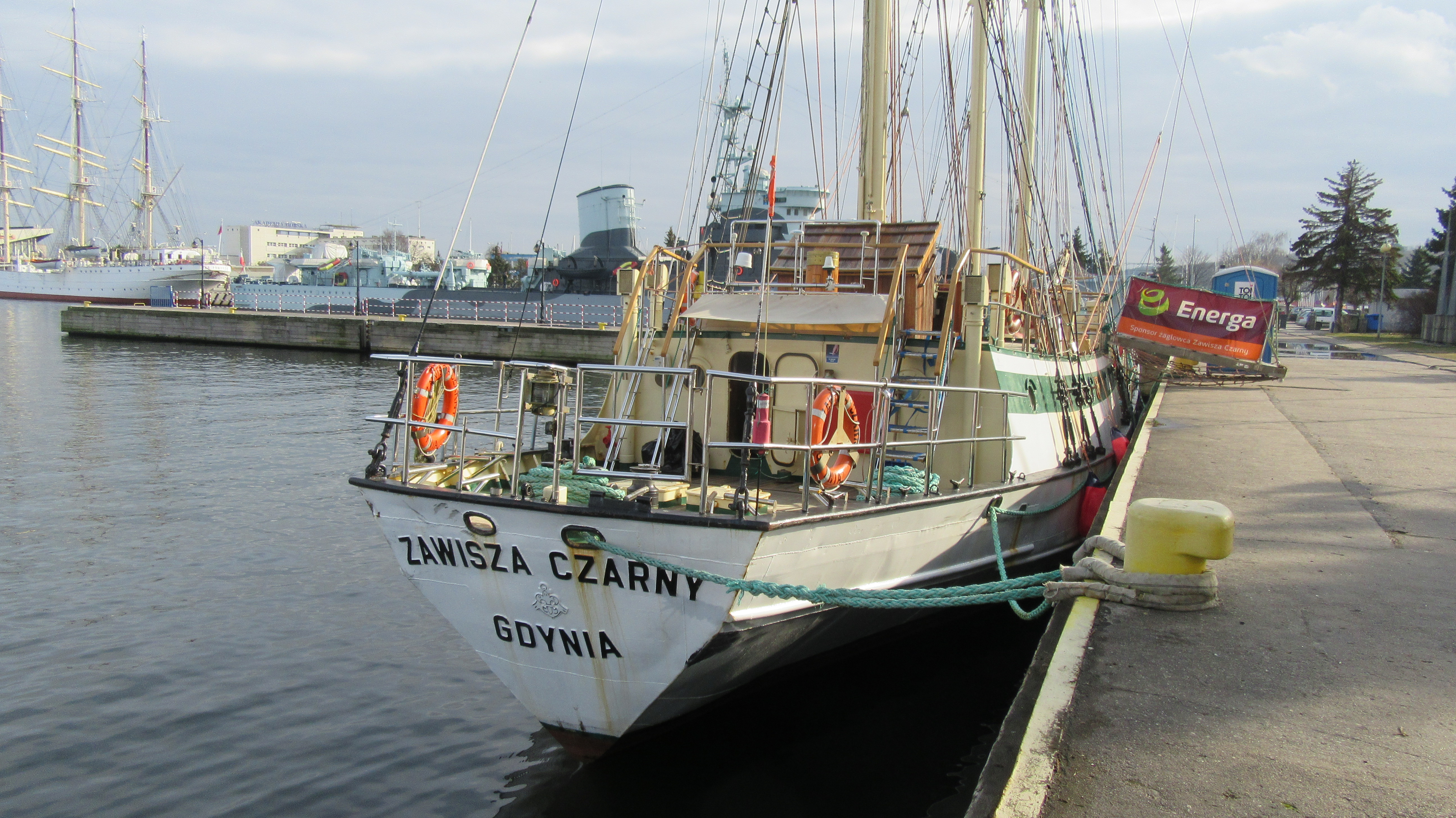
Zawisza Czarny przy kei w Gdyni, widok od rufy

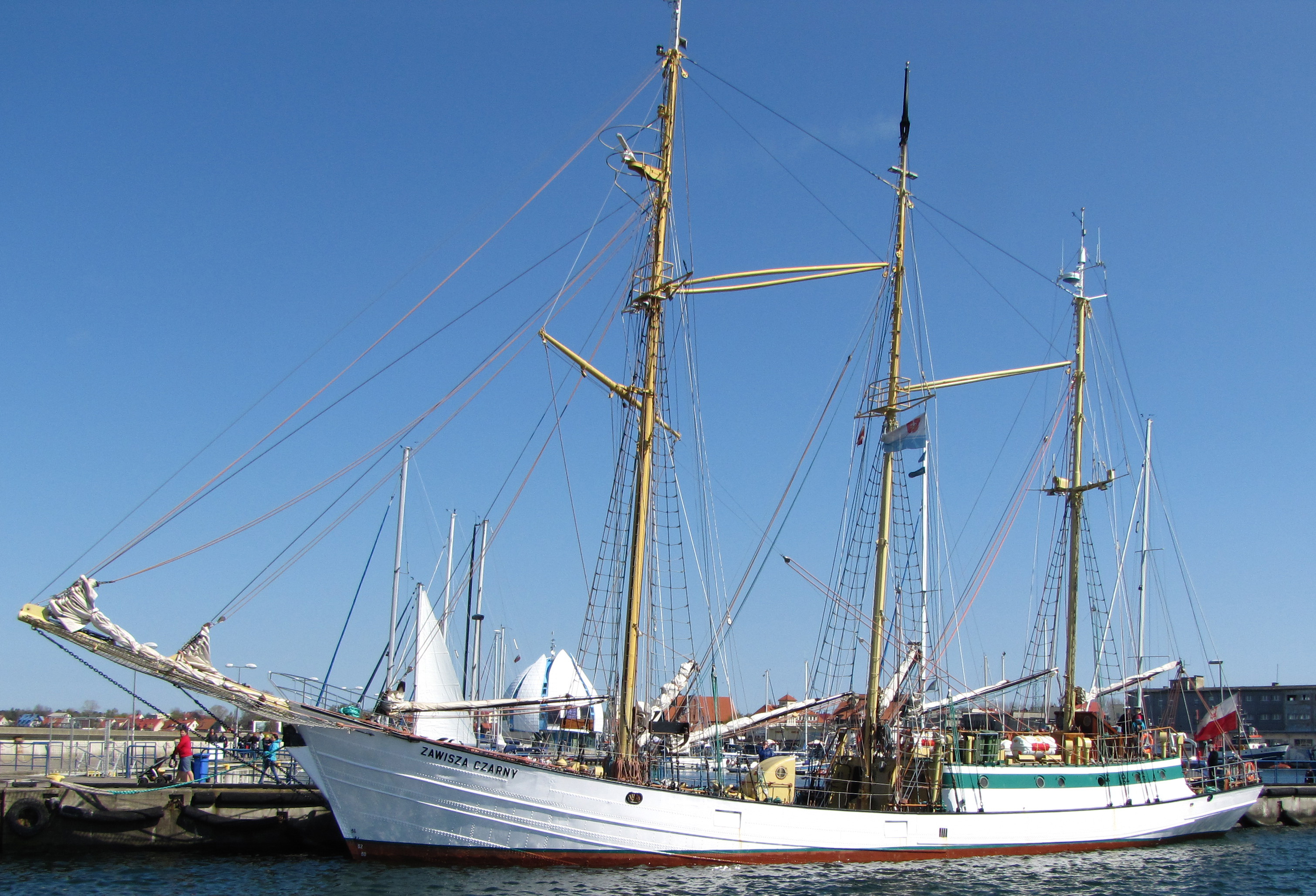
Zawisza Czarny w Helu, maj 2015 r.

W dniu 3 czerwca 1984 roku, w trakcie regat atlantyckich Cutty Sark Tall Ships’ Races, w rejonie Bermudów, w bardzo trudnych warunkach pogodowych, uratowano osiem osób z załogi żaglowca Marques, który zatonął w gwałtownym szkwale. Po wzięciu rozbitków na pokład Zawisza, pomimo wysokiego stanu morza i bardzo silnego wiatru, pozostał w rejonie wypadku poszukując pozostałych ofiar, po czym powrócił z ocalałymi na Bermudy. Kapitanem statku był wówczas j.kpt.ż.w. Jan Sauer.
W 1978 jacht wziął udział w Światowym Festiwalu Młodzieży i Studentów w Hawanie
W latach 1989–1990, przy okazji uczestnictwa w XIII Festiwalu Młodzieży i Studentów w Pjongjangu, opłynął dookoła kulę ziemską, płynąc przez Kanał Sueski, następnie Kanał Panamski. Rejs trwał 392 dni, a statek pokonał 34 170 mil morskich. W latach 1996–1999 żaglowiec odbył ponad trzyletni rejs etapowy, w trakcie którego przebył 87 500 mil morskich i odwiedził 551 portów. Dowodziło nim wówczas 11 kapitanów, a brało udział 2522 uczestników. Dwukrotnie (25.1. i 2.2.1999 r.) opłynął przylądek Horn.
W swych rejsach Zawisza, tak jak jego poprzednik, realizuje cele statutowe harcerstwa. Należały do nich w 2000 roku Rejsy Pokoju z międzynarodową załogą, z młodzieżą państw ogarniętych konfliktami zbrojnymi na Bliskim Wschodzie.
W 2000 statek przeszedł gruntowny remont, z modernizacją pomieszczeń.
Od 2006 roku uczestniczy w programie Zobaczyć Morze, a od 2011 roku rokrocznie Zawiszą harcerze przewożą Betlejemskie Światło Pokoju dla skautów z Bornholmu i Karlskrony.
Między październikiem 2020 a marcem 2021 roku statek przeszedł kolejny remont. Udało się odnowić część poszycia i wręg oraz wymienić część ścian nadbudówki. Odświeżono wszystkie magazyny na statku, wymieniono agregaty i przeprowadzono gruntowny remont głównej tablicy rozdzielczej.
31 sierpnia 2022 roku Związek Harcerstwa Polskiego ogłosił konkurs w celu wyłonienia nowego armatora swojej flagowej jednostki.
16 listopada 2023 roku żaglowiec wyruszył do stoczni w Darłowie, aby odbyć remont klasowy.  
19 lipca 2024 "Zawisza Czarny" wyruszył w pierwszy rejs po remoncie ze stoczni w Darłowie i udał się do macierzystego portu w Gdyni.

## KapitanowieZawiszy Czarnego II
Poniższy wykaz obejmuje osoby, które w przeszłości pełniły funkcję lub aktualnie posiadają certyfikację armatora do pełnienia funkcji kapitana s/y Zawisza Czarny (stan na 10 października 2022 r.).
1. Maciej Adamczak
2. Marek Brągoszewski
3. Witold Cisowski
4. Jan Dobrogowski
5. Tomasz Dobrucki
6. Andrzej Drapella †[23]
7. Dariusz Drapella
8. Aleksandra Emche
9. Zbigniew Frąszczak †
10. Tomasz Grala
11. Franciszek Haber
12. Jerzy Idzikowski
13. Marek Ihnatowicz
14. Krzysztof Januszewski †
15. Andrzej Kałamaja
16. Ziemowit Kłos
17. Tomasz Kosiewicz
18. Piotr Kowalski
19. Tomasz Kulawik
20. Wiktor Leszczyński
21. Maciej Leśny
22. Jan Ludwig (1989–1990) †[21][23]
23. Wojciech Madej[23]
24. Waldemar Mieczkowski[21]
25. Alfred Naskręt
26. Piotr Nowacki[24]
27. Janusz Nowakowski
28. Wilhelm Okarmus
29. Bogdan Olszewski
30. Czesław Pazur
31. Stanisław Perkowski †
32. Mirosław Peszkowski
33. Jan Piasecki
34. Wojciech Plewnia
35. Krzysztof Raczyński
36. Bolesław Romanowski †[21]
37. Sławomir Rudnicki
38. Jan Sauer †[23]
39. Maciej Sodkiewicz
40. Roman Streubel
41. Grzegorz Studziżba
42. Marcin Szugaj
43. Tomasz Szwed
44. Brunon Świątek[24]
45. Jan Tomaszewski
46. Ryszard Wabik
47. Wiktor Wróblewski
48. Dariusz Wyspiański
49. Janusz Zbierajewski †
50. Andrzej Ziajko
51. Wojciech Zientara